# Pantee (Delima)
Pantee is een bestuurslaag in het regentschap Pidie van de provincie Atjeh, Indonesië. Pantee telt 454 inwoners (volkstelling 2010).